# Beaumont-Hague
Beaumont-Hague és un municipi delegat francès al departament de la Manche (regió de Normandia). L'1 de gener de 2017, Beaumont es va fusionar amb el municipi nou de La Hague. L'any 2007 tenia 1.307 habitants.

## Demografia

### Població
El 2007 la població de fet de Beaumont-Hague era de 1.307 persones. Hi havia 486 famílies de les quals 122 eren unipersonals (57 homes vivint sols i 65 dones vivint soles), 125 parelles sense fills, 182 parelles amb fills i 57 famílies monoparentals amb fills.
La població ha evolucionat segons el següent gràfic:
Habitants censats

### Habitatges
El 2007 hi havia 548 habitatges, 485 eren l'habitatge principal de la família, 29 eren segones residències i 35 estaven desocupats. 362 eren cases i 184 eren apartaments. Dels 485 habitatges principals, 191 estaven ocupats pels seus propietaris, 277 estaven llogats i ocupats pels llogaters i 17 estaven cedits a títol gratuït; 5 tenien una cambra, 30 en tenien dues, 62 en tenien tres, 142 en tenien quatre i 245 en tenien cinc o més. 307 habitatges disposaven pel capbaix d'una plaça de pàrquing. A 252 habitatges hi havia un automòbil i a 172 n'hi havia dos o més.

### Piràmide de població
La piràmide de població per edats i sexe el 2009 era:
| Homes | Edats   | Dones |
| ----- | ------- | ----- |
| 0     | 95 o +  | 4     |
| 0     | 90 a 94 | 8     |
| 4     | 85 a 89 | 20    |
| 4     | 80 a 84 | 12    |
| 4     | 75 a 79 | 16    |
| 4     | 70 a 74 | 4     |
| 20    | 65 a 69 | 20    |
| 20    | 60 a 64 | 12    |
| 36    | 55 a 59 | 16    |
| 28    | 50 a 54 | 60    |
| 32    | 45 a 49 | 28    |
| 72    | 40 a 44 | 56    |
| 72    | 35 a 39 | 76    |
| 24    | 30 a 34 | 40    |
| 64    | 25 a 29 | 56    |
| 32    | 20 a 24 | 52    |
| 64    | 15 a 19 | 60    |
| 76    | 10 a 14 | 100   |
| 52    | 5 a 9   | 68    |
| 24    | 0 a 4   | 56    |

## Economia
El 2007 la població en edat de treballar era de 849 persones, 625 eren actives i 224 eren inactives. De les 625 persones actives 538 estaven ocupades (301 homes i 237 dones) i 87 estaven aturades (27 homes i 60 dones). De les 224 persones inactives 42 estaven jubilades, 97 estaven estudiant i 85 estaven classificades com a «altres inactius».

### Ingressos
El 2009 a Beaumont-Hague hi havia 517 unitats fiscals que integraven 1.334,5 persones, la mediana anual d'ingressos fiscals per persona era de 14.880 €.

### Activitats econòmiques
Dels 118 establiments que hi havia el 2007, 4 eren d'empreses extractives, 4 d'empreses alimentàries, 3 d'empreses de fabricació de material elèctric, 1 d'una empresa de fabricació d'elements pel transport, 12 d'empreses de fabricació d'altres productes industrials, 10 d'empreses de construcció, 18 d'empreses de comerç i reparació d'automòbils, 3 d'empreses de transport, 8 d'empreses d'hostatgeria i restauració, 1 d'una empresa d'informació i comunicació, 3 d'empreses financeres, 4 d'empreses immobiliàries, 21 d'empreses de serveis, 18 d'entitats de l'administració pública i 8 d'empreses classificades com a «altres activitats de serveis».
Dels 24 establiments de servei als particulars que hi havia el 2009, 1 era una oficina d'administració d'Hisenda pública, 1 gendarmeria, 1 oficina de correu, 3 oficines bancàries, 2 funeràries, 1 taller d'inspecció tècnica de vehicles, 1 autoescola, 2 guixaires pintors, 1 fusteria, 4 electricistes, 3 perruqueries, 1 veterinari, 2 restaurants i 1 tintoreria.
Dels 14 establiments comercials que hi havia el 2009, 1 era un hipermercat, 1 un supermercat, 1 una botiga de més de 120 m², 3 fleques, 2 carnisseries, 1 una peixateria, 1 una sabateria, 2 drogueries i 2 floristeries.
L'any 2000 a Beaumont-Hague hi havia 12 explotacions agrícoles que ocupaven un total de 455 hectàrees.

## Equipaments sanitaris i escolars
El 2009 hi havia 1 farmàcia i 1 ambulància.
El 2009 hi havia 1 escola maternal i 1 escola elemental. Beaumont-Hague disposava d'un col·legi d'educació secundària amb 553 alumnes.

## Poblacions properes
El següent diagrama mostra les poblacions més properes.